# Francesco Vaccarone
Francesco Vaccarone (La Spezia, 4 ottobre 1940 – La Spezia, 22 aprile 2024) è stato un pittore, scultore e incisore italiano.

## Biografia
Di formazione umanistica, imparò fin da ragazzo l'arte della pittura seguendo gli insegnamenti di G.U.Caselli e di G.Bellani.
Fu presente dalla fine degli anni cinquanta nella vita artistica nazionale ed internazionale. Il suo primo periodo artistico lo vide influenzato dall'espressionismo tedesco. Verso la fine degli anni sessanta Vaccarone allacciò contatti con artisti dell'avanguardia sperimentale.
Negli anni settanta praticò la calcografia a Roma alla Stamperia Il Cigno, ed eseguì numerose incisioni. Dal 1976 trasferì parte del suo lavoro a Milano e iniziò una lunga serie di esposizioni in Italia e all'estero. Ricevette premi per la grafica e per la xilografia. Fu invitato all'XI Quadriennale nazionale d'arte di Roma nel 1986 e alla LIV Biennale internazionale d'arte di Venezia nel 2011.
Francesco Vaccarone morì a La Spezia il 22 aprile 2024 all'età di 83 anni.

## Onorificenze
- Cavaliere Ordine al Merito della Repubblica Italiana, 27/XII/2011